# Let Me in Your Life
Let Me in Your Life es el vigésimo álbum de estudio de la cantante estadounidense Aretha Franklin. Fue publicado el 25 de febrero de 1974 a través de Atlantic Records.

## Recepción de la crítica
Un escritor no especificado de la revista Cash Box escribió: “Aretha cuenta con el respaldo de los mejores sesionistas de la industria, incluido David Spinozza, y la combinación da buenos resultados en cada corte. Aretha, lo has vuelto a hacer”. Un escritor no especificado de Billboard escribió: “Un equilibrio casi perfecto entre la elegante sensación del R&B contemporáneo y algunas contribuciones inspiradas de una impresionante lista de amigos y acompañantes genera una colección de castañas y nuevas melodías por igual”.

## Lista de canciones
| Lado uno |                                                        |                                             |                         |          |  |
| N.º      | Título                                                 | Escritor(es)                                | Fecha de grabación      | Duración |  |
| 1.       | «Let Me in Your Life»                                  | Bill Withers                                | 9 de abril de 1973      | 3:24     |  |
| 2.       | «Every Natural Thing»                                  | Eddie Hinton                                | 13 de agosto de 1973    | 2:31     |  |
| 3.       | «Ain't Nothing Like the Real Thing»                    | Nickolas Ashford Valerie Simpson            | 10 de abril de 1973     | 3:47     |  |
| 4.       | «I'm in Love»                                          | Bobby Womack                                | 10 de abril de 1973     | 2:48     |  |
| 5.       | «Until You Come Back to Me (That's What I'm Gonna Do)» | Stevie Wonder Clarence Paul Morris Broadnax | 7 de septiembre de 1973 | 3:26     |  |
| 6.       | «The Masquerade is Over»                               | Herbert Magidson Allie Wrubel               | 10 de abril de 1973     | 4:27     |  |

| Lado dos |                          |                             |                       |          |  |
| N.º      | Título                   | Escritor(es)                | Fecha de grabación    | Duración |  |
| 1.       | «With Pen in Hand»       | Bobby Goldsboro             | 16 de febrero de 1971 | 5:03     |  |
| 2.       | «Oh Baby»                | Aretha Franklin             | 24 de marzo de 1973   | 4:55     |  |
| 3.       | «Eight Days On the Road» | Jerry Ragovoy Michael Gayle | 13 de agosto de 1973  | 2:59     |  |
| 4.       | «If You Don't Think»     | Franklin                    | 24 de marzo de 1973   | 3:50     |  |
| 5.       | «A Song for You»         | Leon Russell                | 24 de marzo de 1973   | 5:33     |  |

## Créditos y personal
Créditos adaptados desde las notas de álbum de Let Me in Your Life.
Personal técnico
- Jerry Wexler – producción (todas las canciones)
- Arif Mardin – producción (todas las canciones), mezclas
- Aretha Franklin – producción (todas las canciones)
- Tom Dowd – producción (7, 8, 10, 11)
- Phil Ramone – ingeniero de audio (1, 3, 4, 6)
- Ron Albert – ingeniero de audio (7)
- Howard Albert – ingeniero de audio (7)
- Gene Paul – ingeniero de audio (2, 8–11)
- Lew Hahn – ingeniero de audio (5)
- Joel Brodsky – fotografía

## Posicionamiento

### Gráfica semanal
| Gráfica (1974)                            | Pico de posición |
| ----------------------------------------- | ---------------- |
| Australia (Kent Music Report)             | 88               |
| Canadá (RPM Top Albums)                   | 15               |
| Estados Unidos (Billboard Top LPs & Tape) | 14               |
| Estados Unidos (Billboard Soul LPs)       | 1                |

### Gráfica de fin de año
| Gráfica (1974)                      | Pico de posición |
| ----------------------------------- | ---------------- |
| Canadá (RPM Top Albums)             | 97               |
| Estados Unidos (Billboard Soul LPs) | 22               |